# Plaza de toros de La Coruña
La plaza de toros de La Coruña fue un recinto taurino inaugurado el 2 de julio de 1885. La última corrida de toros que se celebró en este coso fue el 7 de octubre de 1967. Tras veinticinco años sin coso taurino, en 1991 se inauguró un recinto multiuso en otra ubicación, el Coliseum de La Coruña, que alberga entre otros espacios, la primera plaza de toros cubierta de la ciudad.

## Historia
La plaza de toros de La Coruña, fue la primera plaza fija en la ciudad, construida entre 1884 y 1885 mediante las aportaciones de los coruñeses, el 25 de enero de 1884 se aportaron 60 000 duros para sufragarla. Las obras fueran dirigidas por el arquitecto Juan de Ciórraga. Estuvo ubicada en el espacio de la conocida plaza de San Pablo, donde tiempo después, tras ser derribado el edificio taurino fue construido un aparcamiento.
Con anterioridad a este coso existieron otras tres plazas de toros, la antigua plaza Real donde se ubica la plaza de Azcárraga, la plaza del Corralón del antiguo cuartel de Artillería –conocido como Zalaeta en tiempo moderno–, y la plaza del Campo de Marte construidas todas en madera. En estas plazas efímeras lidiaron, entre otros, el torero Paquiro Julián Casas el Salamanquino y Juan Jiménez a instancias del alcalde Juan Flórez que pensó en el festejo con ánimo de dar mayor atractivo turístico a las fiestas de verano de la localidad.
Construida en la zona del Ensanche, donde se ubicaron tiempo después la confluencia de las calles Médico Rodríguez y avenida de Finisterre. Tuvo capacidad para 10 027 personas y un ruedo con 52.5 metros de diámetro y un callejón de 1.5 metros con barrera de 1.55 metros. El edificio se realizó en mampostería, tuvo varios pisos y gradas de madera de pino autóctona. Contó con accesos independientes al tendido, así como con toriles con nueve chiqueros, sala de desolladero, una carnicería  y caballerizas. La plaza contó con espacios para albergar a los mayorales, capilla y enfermería, y una sala de toreros. El espacio total del recinto más los espacios que lo circundaron ocuparon 15 420 m². Fue anunciada su venta el 22 de marzo de 1893 mediante un anuncio en el diario El Telegrama.

### Inauguración
La corrida de inauguración se celebró el 2 de julio de 1885. Para la celebración se organizaron tres corridas de toros los días 2, 3 y 5 de julio.  El cartel del primer festejo lo compusieron Juan Ruiz Lagartija y Frascuelo máxima figura de la época, con sus correspondientes cuadrillas, que lidiaron ganaderías de Juan Manuel Sánchez de Carreros el día del estreno; el segundo día los astados fueron de Manuel Garrido y Mata, presentando la corrida del tercer día Raso del Portillo (Valladolid). al año siguiente, en 1886 lidiaron Lagartijo y Guerrita tres corridas con toros de la ganadería de José Palha, Andrés Fontecilla y Gregorio Medrano. El toro Tonelero, de Palha, lidiado en 4.º lugar tomó un total de catorce varas entrando al caballo en diez ocasiones. En esta plaza tomó la alternativa el primer matador de toros gallego Alfonso Cela Celita, el 15 de septiembre de 1912 con Manolo Bienvenida de padrino, se lidiaron reses de la ganadería brava de Samuel Flores. El torero obtuvo una oreja.
Otro de los escasos toreros gallegos que han tenido presencia en el coso de Coruña fue José Mínguez Galleguito, quien en mayo de 1925 debutó de luces con una novillada mixta. Han participado en la feria taurina coruñesa, establecida en 1850 por el alacade de la ciudad Juan Flórez Freire, toreros como Ignacio Sánchez Mejías, Juan Belmonte y Domingo Ortega. Lidiaron el 6 de agosto de 1934, tarde recordada por el grave incidente ocurrido al salir despedido el estoque de descabellar e impactar en un espectador en el tendido causándole la muerte. También Rafael Gómez Ortega, El Gallo lidió en la plaza de La Coruña. El 22 de octubre de 1939 se acartelaron dos toreros gallegos en un mismo festejo, José MInguez Galleguito y Martín Fernández Celita II, además de  Antonio Caro. Galleguito tras su retirada de los ruedos, fue el asesor de la plaza hasta 1956.
Luis Miguel Dominguín cuyo padre poseyó el usufructo del alquiler de la plaza en los años 20,  tomó la alternativa el 2 de agosto de 1944 en la arena gallega, siendo padrino de la ceremonia Domingo Ortega. El toro del doctorado se llamó Cuenco y lució el hierro y divisa de la ganadería Samuel Hermanos, que fue multado por incumplir con el peso de las reses con 1 000 pesetas. El torero mexicano Carlos Aruza se acarteló por primera vez en el coso coruñés y realizó el pasillo con el Litri.

### Segunda República
Durante la II República la plaza de toros fue el centro desde el cual se dieron mítines. Fue también epicentro de revueltas sociales. Hubo después de la guerra civil española, una propuesta para su derribo en el año 1944 y otro para ubicarla en otra zona de la ciudad, las propuestas para el cambio de ubicación del coso fracasaron, al igual que la propuesta de compra por parte del ayuntamiento debido a las discrepancias con los propietarios en las formas de pago, finalmente fue la Sociedad Urbanizadora Coruñesa quien en 1945 se hizo con la propiedad.

### Cierre de la plaza y propuestas
La última corrida en la plaza de toros se celebró el 7 de octubre de 1967 y fue una corrid de beneficencia. Realizaron el paseíllo Joaquín Bernardó, Antoñete y Andrés Vázquez Nono. Un mes después del cierre del coso coruñés,la plaza fue demolida. Hubo varios intentos de ubicar una plaza taurina en los terrenos aledaños al Estadio de Riazor, en los espacios que ocuparon la Casa del Agua. En 1968 el alcalde Liaño Flores propuso un nuevo emplazamiento en Elviña, proyecto que no fue llevado a cabo. En los años 1970 el edificio pasó a manos del Instituto Nacional de la Vivienda con un proyecto para ubicar el nuevo coso y espacios deportivos en La Granja, que quedó en el olvido.
En 1985 un nuevo proyecto del ayuntamiento para recuperar el coso taurino propuso la construcción de un espacio multiuso en las cercanías de la Avenida de Alfonso Molina a las afueras de la ciudad, que fue inaugurado el 19 de mayo de 1991 con el  nombre de Coliseum da Coruña y que cuenta entre otros espacios, con la primera plaza de toros cubierta construida en un recinto multiuso.